# Medja
Medja és el nom donat pels egipcis al territori d'un poble, anomenat Medajai o Medjai, que es considera procedent generalment del desert oriental, però que probablement vingueren del desert occidental, identificats pels arqueòlegs com Cultura dels sepulcres de cassoles, que es van establir al nord de Núbia abans del 2200 aC, quan ja s'hi havia establert el grup C. Aquestes invasions i altres factors van posar fi a la presència egípcia 100 anys més tard. Els egipcis, però, comerciaren amb Núbia i els medja foren el grup amb el qual més van comerciar. El seu territori sembla que fou proper a Kerma. Se'ls ha volgut identificar amb els blèmies (beges) per la similitud del nom, però sembla que serien dos pobles, uns procedents del desert oriental i uns altres de l'occidental, i caldria potser veure en ells uns avantpassats dels Meded.
El rei d'Egipte Nebhepetre Mentuhotep es va casar ja vers el 2000 aC amb una princesa medja de nom Ashait. Vers el 1800 aC un governador de fortalesa de Núbia era esmentat com Khesef Medjayu (el que expulsa els medja). Els medja van seguir venint a Núbia durant l'imperi mitjà i s'han trobat cementiris a Deir Rifeh, Mostagedda (el més gran), Qau, Balabish, Hu, Tod, Daraw, Shellal, Dakka, Wadi Allaqi, Sayala, Aniba, Toshka, i altres llocs entre Faras i Gammai. Consta que alguna delegació dels medja va ser rebuda a la cort de la Dinastia XIII. A la fi del segon període intermedi la cultura medjai havia estat absorbida per la de Kerma, però encara guerrers medja van servir a l'exèrcit egipci a les dinasties XVII i XVIII, i encara s'esmenten a la dinastia XX.
Durant l'Imperi Nou els nubians de Medja, reclutats per l'exèrcit, van monopolitzar els llocs de policies i per això als policies se’ls deia medjai durant aquest període.